# Viktor Klima

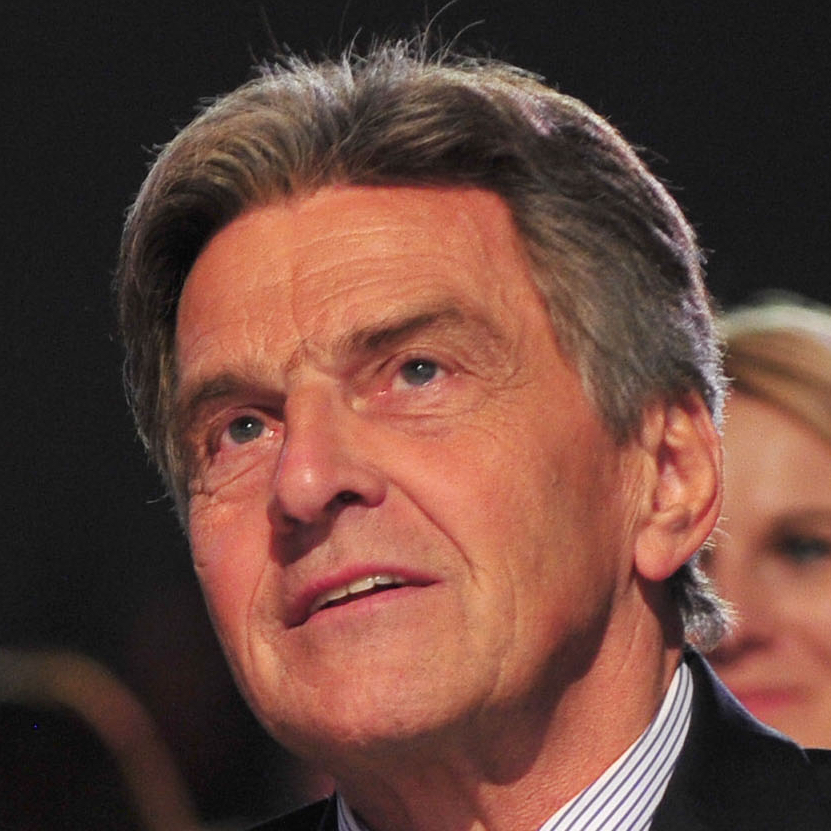
Viktor Klima (2014)

Viktor Klima (* 4. Juni 1947 in Schwechat, Niederösterreich) ist ein österreichischer Manager und früherer Politiker (SPÖ). Von Jänner 1997 bis Februar 2000 amtierte er als österreichischer Bundeskanzler (Regierung Klima) und SPÖ-Vorsitzender.

## Leben
Bereits in seiner Schulzeit war Viktor Klima Mitglied in verschiedenen sozialdemokratischen Jugendverbänden. Er arbeitete ab 1969 bei der ÖMV, wo er im Jahr 1990 in den Vorstand berufen wurde. Nebenberuflich studierte er Betriebs- und Wirtschaftsinformatik und schloss 1981 mit dem Magistergrad ab. Im April 1992 holte Bundeskanzler Franz Vranitzky Klima als Minister für öffentliche Wirtschaft und Verkehr in seine Regierung, 1996 wurde er Finanzminister. Nach Vranitzkys Rücktritt im Jänner 1997 folgte er diesem in den Funktionen als SPÖ-Parteivorsitzender und Bundeskanzler.
Am 3. Oktober 1999 ging die SPÖ aus den Nationalratswahlen trotz starker Verluste als stimmenstärkste Partei hervor. Da die SPÖ sich seit Jörg Haiders Übernahme des Parteivorsitzes  strikt von der FPÖ abgrenzte, war die ÖVP der einzig mögliche Koalitionspartner (mit den Grünen gab es keine Mandatsmehrheit). Nach dem Scheitern der Verhandlungen mit der ÖVP unter Obmann Wolfgang Schüssel wurde letzterer schließlich in einer Koalition mit der FPÖ Bundeskanzler (Bundesregierung Schüssel I).
Klima verließ daraufhin die österreichische Politik und leitete von Oktober 2000 bis November 2011 für den VW-Konzern die Volkswagen Argentina S.A. mit Werken in General Pacheco (Buenos Aires) und Córdoba. Von 2006 bis 2012 war er Mitglied der Konzernleitung für Südamerika und Generalbevollmächtigter der Volkswagen Aktiengesellschaft. Zeitweise war er auch Berater des damaligen argentinischen Präsidenten Néstor Kirchner.
Klima war u. a. mit der Volksschullehrerin Sonja Klima verheiratet. Seit einer Herzoperation im Jahre 2009 hat er sein Leben umgestellt. Er lebt mit seiner dritten Frau und drei Kindern rund eine Stunde von Buenos Aires entfernt, wo er eine Farm mit 240 Hektar Grund und 200 Rindern besitzt. Aus erster Ehe hat er einen Sohn und eine Tochter.

## Auszeichnungen
- 1996: Großes Goldenes Ehrenzeichen am Bande für Verdienste um die Republik Österreich[4]